# Stenbithöjden
Stenbithöjden este o arie protejată (arie specială de conservare — SAC, sit de importanță comunitară — SCI, arie de protecție specială avifaunistică — SPA) din Suedia întinsă pe o suprafață de 1.688 ha, integral pe uscat.

## Localizare
Centrul sitului Stenbithöjden este situat la coordonatele 64°02′12″N 16°53′52″E / 64.0368°N 16.8977°E.

## Înființare
Situl Stenbithöjden a fost declarat sit de importanță comunitară în decembrie 1995 pentru a proteja 12 specii de animale. Alte tipuri de protecție:
- arie de protecție specială avifaunistică (în decembrie 1996)[2]
- arie specială de conservare (în martie 2011)[1][3][4]

## Biodiversitate
Situată în ecoregiunea boreală, aria protejată conține 7 habitate naturale: Taiga vestică, Mlaștini turboase de tranziție și turbării mișcătoare, Cursuri de apă de la nivel de câmpie la nivel montan, cu vegetație Ranunculion fluitantis și Callitricho-Batrachion, Mlaștini împădurite, Pante stâncoase silicioase cu vegetație casmofită, Lacuri și iazuri distrofice naturale, Turbării Aapa.
La baza desemnării sitului se află mai multe specii protejate:
- păsări (11): minunița (Aegolius funereus), cocoșul de mesteacăn (Bonasa bonasia), ciocănitoare neagră (Dryocopus martius), ciuvică (Glaucidium passerinum), cocor (Grus grus), vultur pescar (Pandion haliaetus), ciocănitoare de munte (Picoides tridactylus), Surnia ulula, cocoșul de mesteacăn (Tetrao tetrix tetrix),  cocoș de munte (Tetrao urogallus), fluierar de mlaștină (Tringa glareola)
- nevertebrate (1): Dytiscus latissimus